# Bruno Pontisso
Bruno Pontisso (Basiliano, 26 ottobre 1925 – Teramo, 14 ottobre 1999) è stato un ciclista su strada e pistard italiano.
Fu campione italiano su strada fra i dilettanti nel 1945, e quindi professionista tra l'ottobre 1946 e il 1956.

## Carriera
Fratello minore di Romano Pontisso, nelle categorie giovanili e da dilettante fu tesserato per la S.S. Lazio, laureandosi campione italiano su strada nel 1945, campione italiano d'inseguimento nel 1946 e rappresentando inoltre l'Italia nell'inseguimento individuale di categoria ai Mondiali su pista 1946.
Passato professionista nell'ottobre 1946, corse per la Legnano, la Arbos e come individuale. Vinse una tappa al Giro del Lazio e una al Giro di Sicilia nel 1949, e il Circuito di Ceprano nel 1951, valido come prova del Trofeo dell'Unione Velocipedistica Italiana. Fu secondo nella quinta tappa del Giro d'Italia 1950 e terzo nella Coppa Bernocchi 1949.

## Palmarès

### Strada
- 1945 (Dilettanti)

Campionati italiani, Prova in linea Dilettanti
- 1949

2ª tappa Giro del Lazio (Terni > L'Aquila)
3ª tappa Giro di Sicilia (Catania > Vittoria)
- 1951

Circuito di Ceprano (2ª prova del Trofeo dell'UVI)

### Pista
- 1946 (Dilettanti)

Campionati italiani, Inseguimento individuale Dilettanti

## Piazzamenti

### Grandi Giri
- Giro d'Italia

1950: ritirato
1951: 15º

### Classiche monumento
- Milano-Sanremo

1949: 100º
1951: 12º
1952: 37º
- Giro di Lombardia

1948: 73º
1949: 31º
1950: 14º
1951: 32º

### Competizioni mondiali
- Campionati del mondo su pista

Zurigo 1946 - Inseg. individuale Dilettanti: 4º